# 1384
1384. је била проста година.